# Сычково
Сы́чково (бел. Сычкава) — деревня в составе Сычковского сельсовета Бобруйского района Могилёвской области Республики Беларусь.

Административный центр Сычковского сельсовета.

## Географическое положение

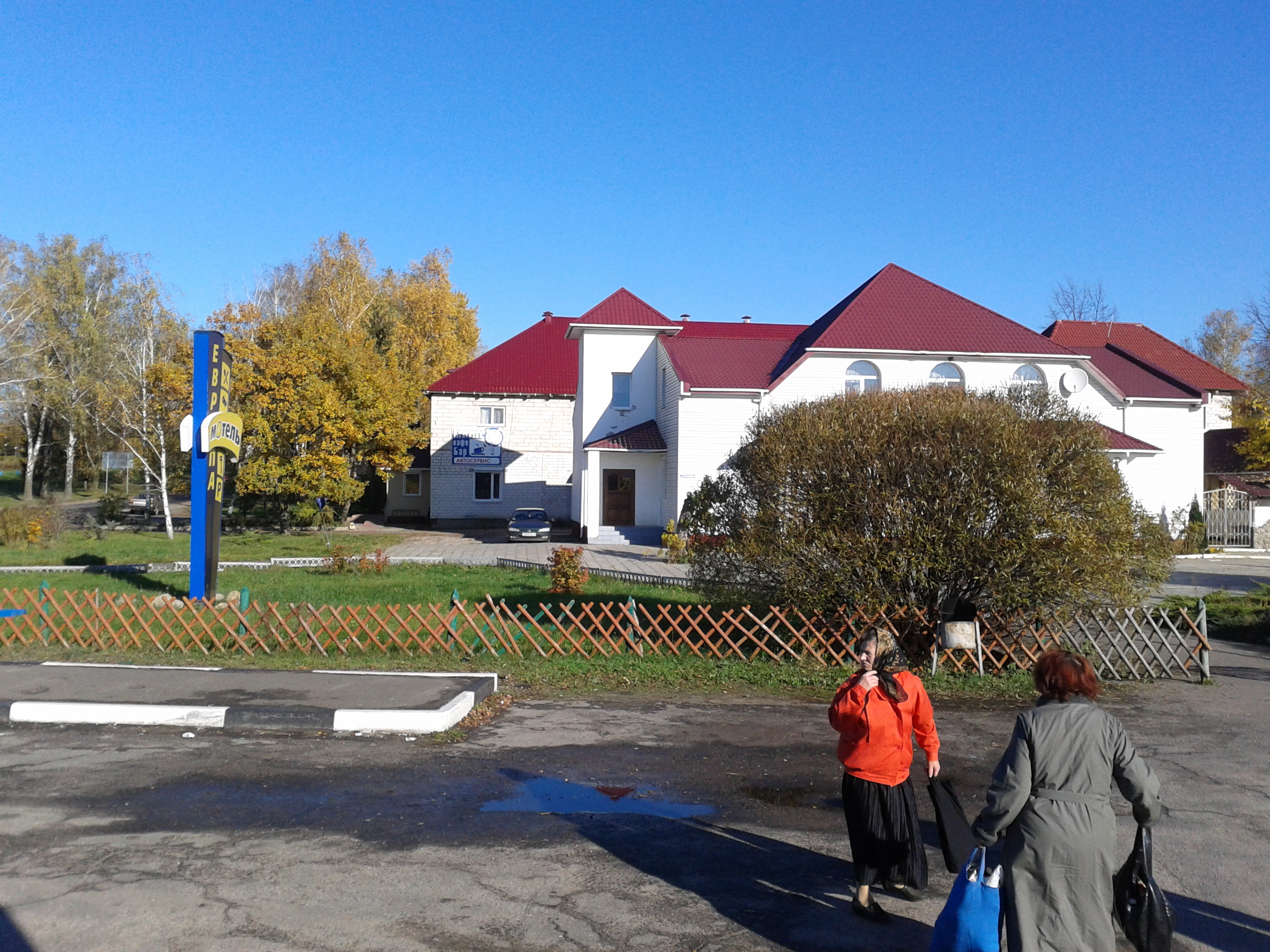
Сычково, автобусная остановка

Расположена в 8 км к северо-западу от Бобруйска на трассе Бобруйск — Минск.

## История
Деревня известна с XVII века. В 1615 году Сычково передано во владение Бобруйской католической плебании. В 1782 году в деревне имелась корчма.
В 1793 году, в соответствии со вторым разделом Речи Посполитой, деревня оказалась в составе России.
С 1795 года деревня входила в состав Бобруйского уезда Минской губернии. В 1847 году в деревне было 26 дворов и 183 жителей, сама она входила в помещичье имение Дворец. В 1858 году присоединена к казённому имению Панюшковичи. В 1885 году в деревне было 33 двора и 180 жителей. Согласно переписи 1897 года, Сычково (она же Панюшковичи) — деревня, 59 дворов и 435 жителей, имелись хлебозапасная и винная лавки. По переписи 1917 года в селе был 101 двор, проживало 614 человек.
В 1919—1920 годах в деревне был организован партизанский отдел, который боролся с оккупационными войсками. 25 февраля 1919 года в имении Панюшковичи создана сельскохозяйственная коммуна.
20 августа 1924 года Сычково стало центром сельсовета. В 1925 году к Сычково присоединили большой участок бывшее помещичьей земли, тогда же здесь был организован маслокооператив «Молния». В 1926 году в деревне было 155 дворов и 752 жителей, работали деревенская школа, кружок. У 1930-е здесь действовала школа по ликвидации безграмотности среди взрослых. В 1933 году в Сычково основана кирпичная артель «Прогресс», в 1934 — колхоз «Красное Сычково».
Летом 1941 года деревня оккупирована немецкими войсками, от которых была освобождена — 27 июня 1944 года 399-й стрелковой дивизией. Во время Великой Отечественной войны погибло 78 сельчан.

## Население
- 1847 год — 183 жителя, 26 дворов
- 1897 год — 435 жителей, 59 дворов
- 1917 год — 614 жителей, 101 двор
- 1926 год — 752 жителей, 155 дворов
- 1986 год — 709 жителей, 302 двора
- 1999 год — 423 жителя
- 2010 год — 341 житель

## Культура

### Музей
В Сычково расположен Бобруйский районный историко-краеведческий музей, основанный в 1989 году.
В настоящее время в музее работают 3 экспозиционных и 2 выставочных зала, в которых можно узнать историю Бобруйщины от древних времён до Новейшего времени. Здесь выставлены археологические находки, найденные на территории Бобруйского района, в зале этнографии представлена экспозиция, рассказывающая о быте и традиции белорусской деревни конца XIX—начала XX веков, собран богатый материал периода Великой Отечественной войны.

## Достопримечательность

### Мемориальный комплекс
В 1986 году в Сычково был возведён мемориальный комплекс в честь военнослужащих 1-го Белорусского фронта и партизан Бобруйского района, которые в июне 1944 году уничтожили Бобруйскую часть группы армий «Центр».
Первоначально комплекс представлял собой Курган Славы (он был насыпан ещё в 1967 году, в его основу заложены капсулы с землёй из 70 братских могил, расположенных в Бобруйском районе) четырёхметровая скульптурная композиция на 18-метровом постаменте и шесть стел в честь Героев Советского Союза — уроженцев Бобруйского района. В 2000-х годах были добавлены новые памятники — Ворота Славы у трассы Бобруйск — Минск, 13 памятных досок в честь Героев Советского Союза — уроженцев Бобруйского района, а также тех, кто отличился в Бобруйской операции и пал здесь смертью храбрых.

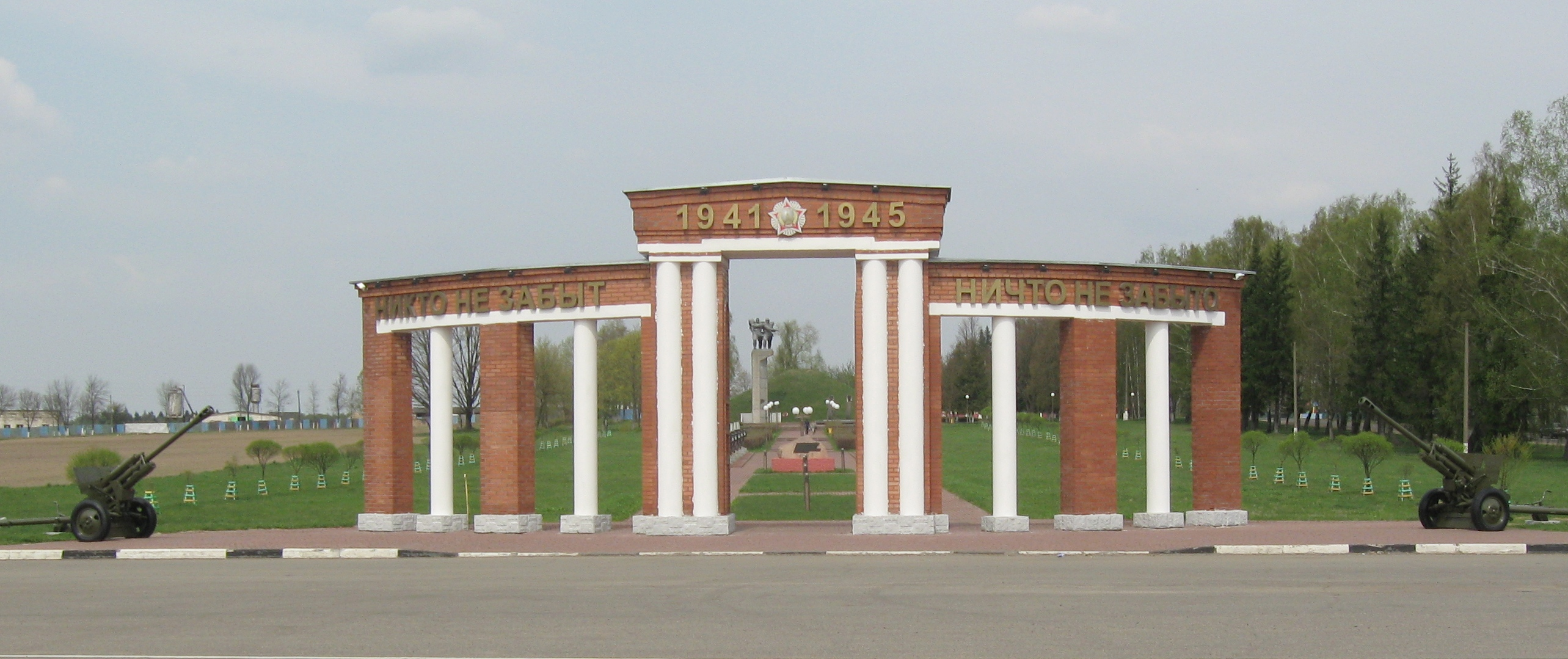
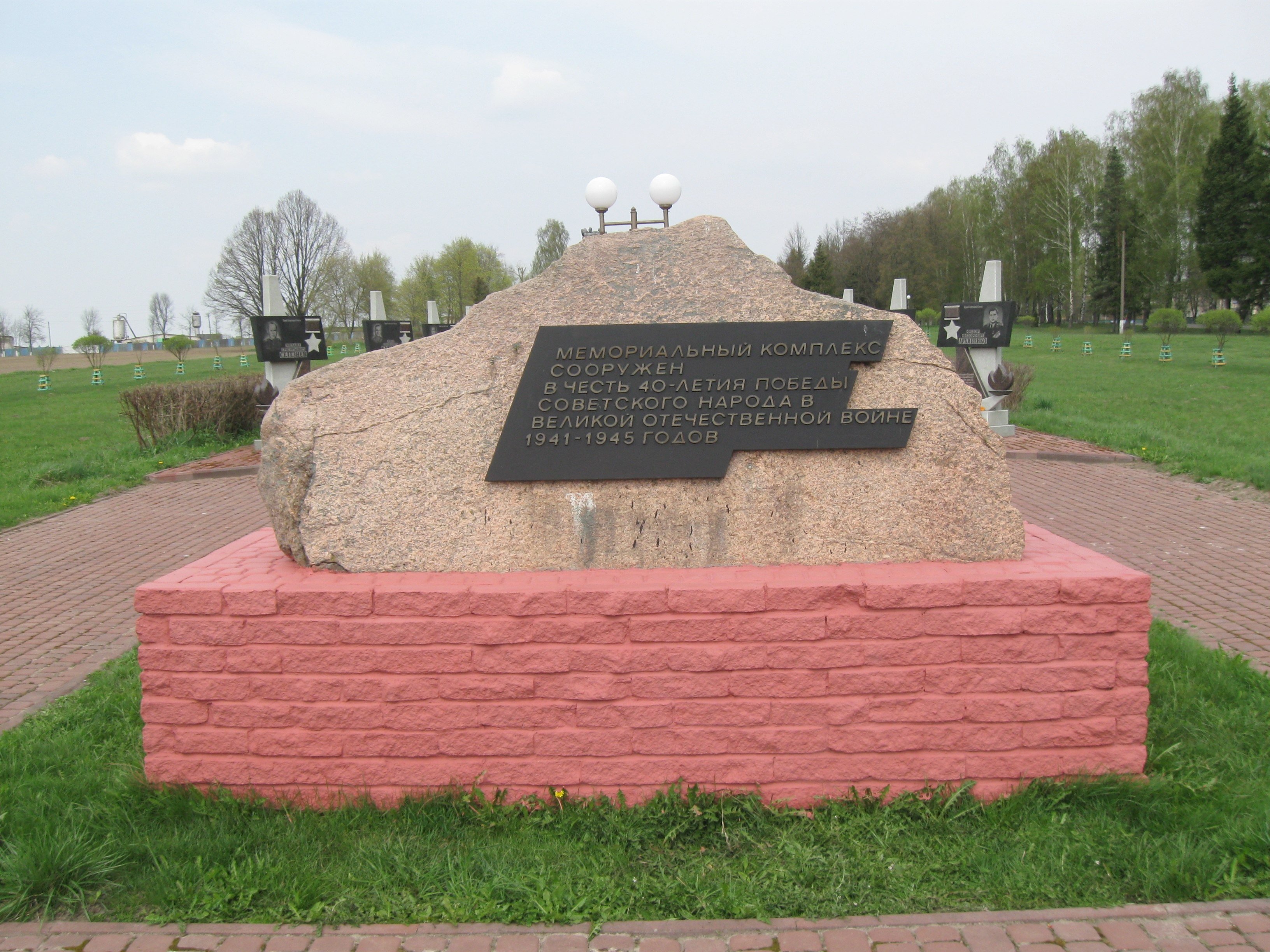
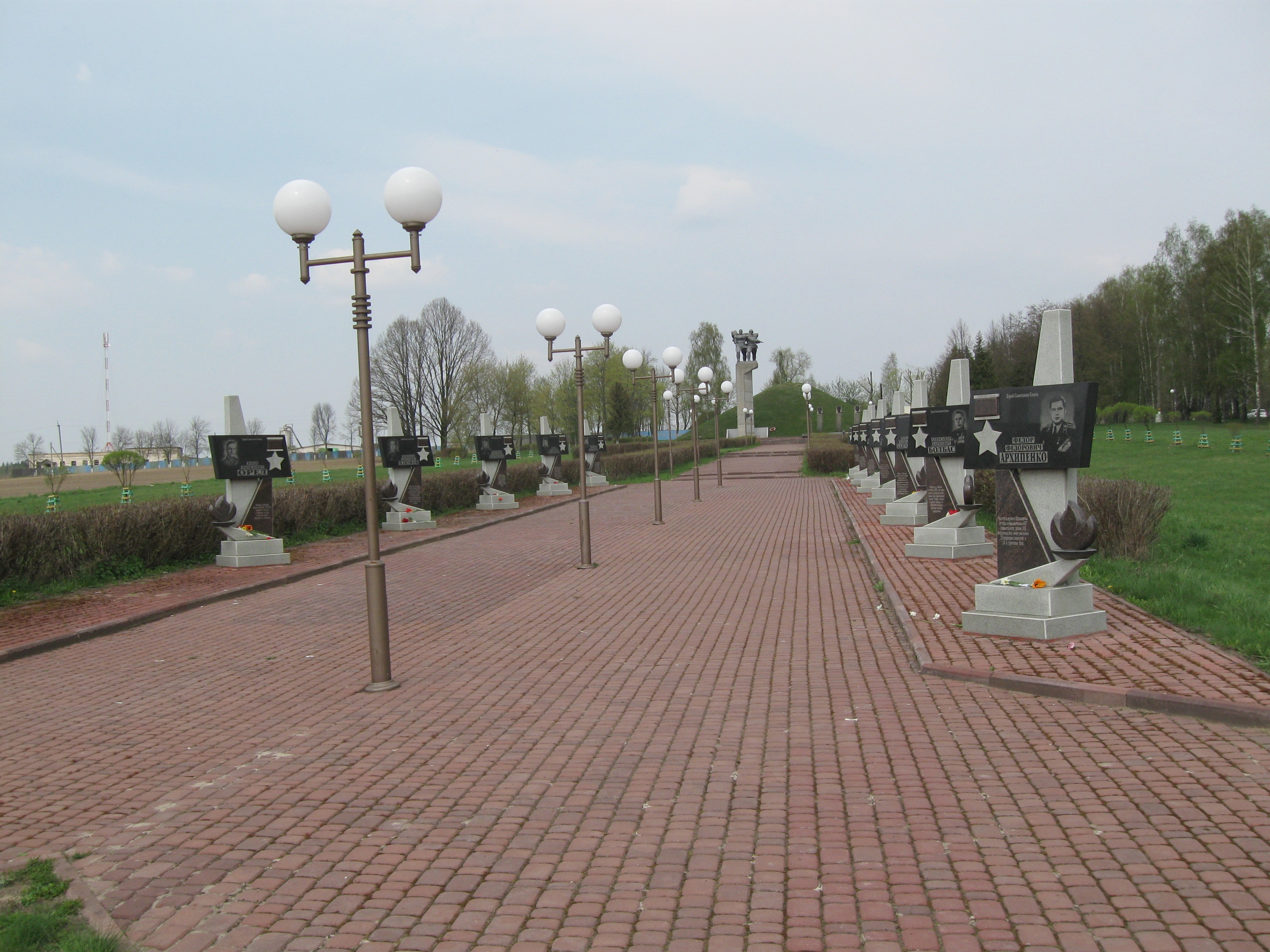
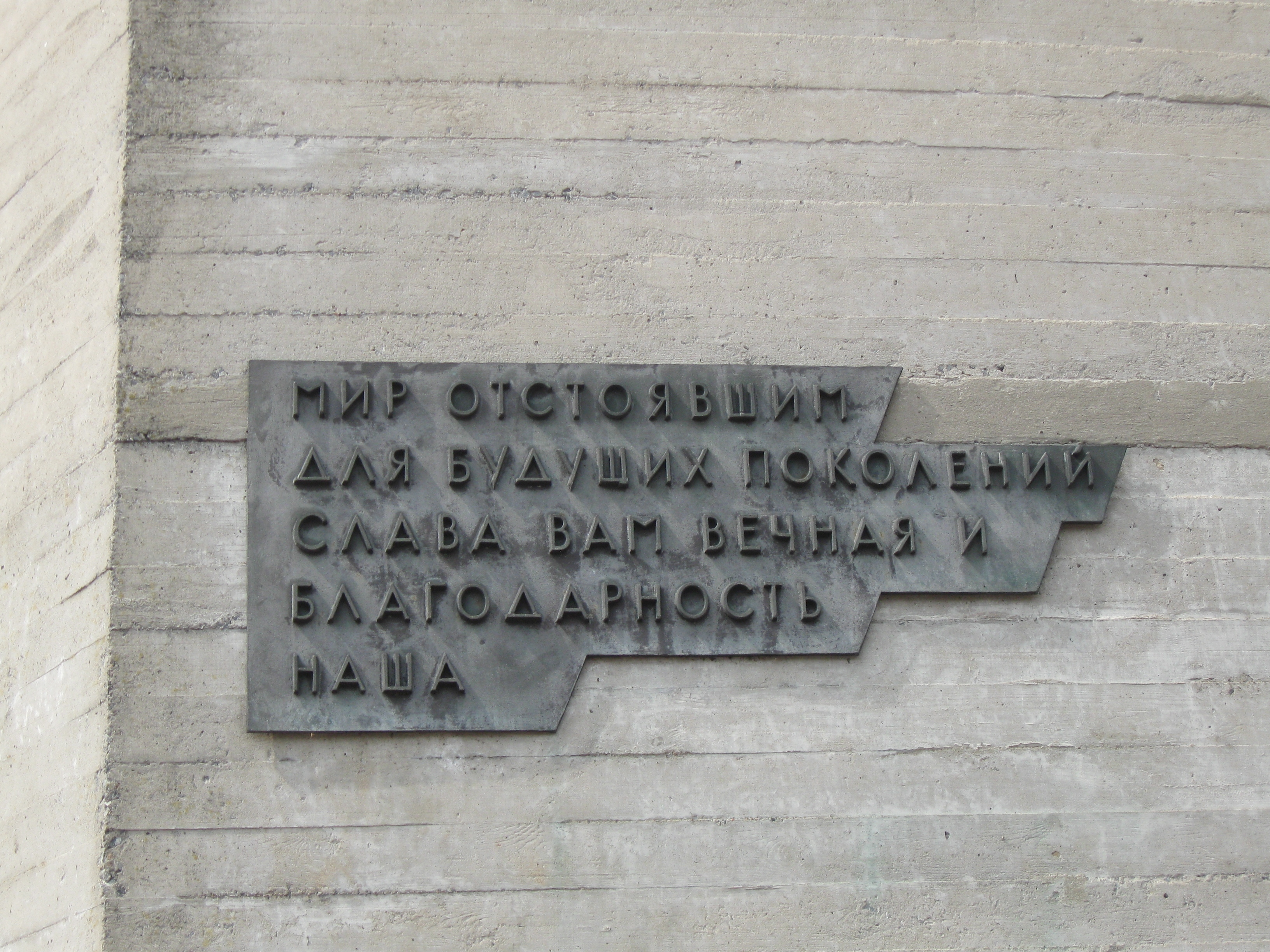

В деревне также расположен ДЗОТ-памятник, возведённый в память повторения подвига Александра Матросова командиром стрелкового отделения ст.сержантом М. Г. Селезнёвым. Его именем названы школа, парк и центральная улица села. Герой похоронен в братской могиле, в которой покоятся останки ещё 231 воина..

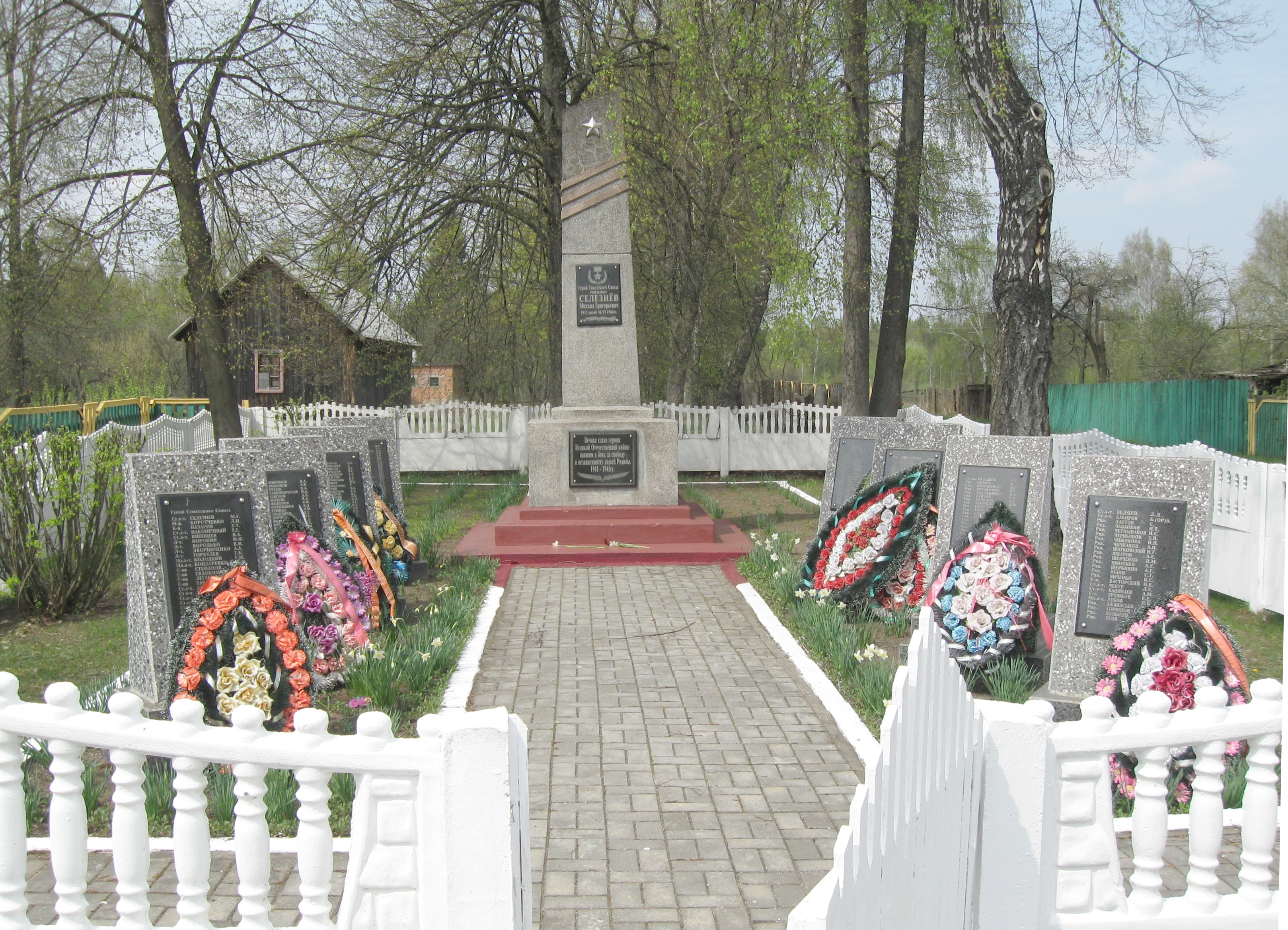
Братское кладбище, на котором похоронен М. Г. Селезнёв
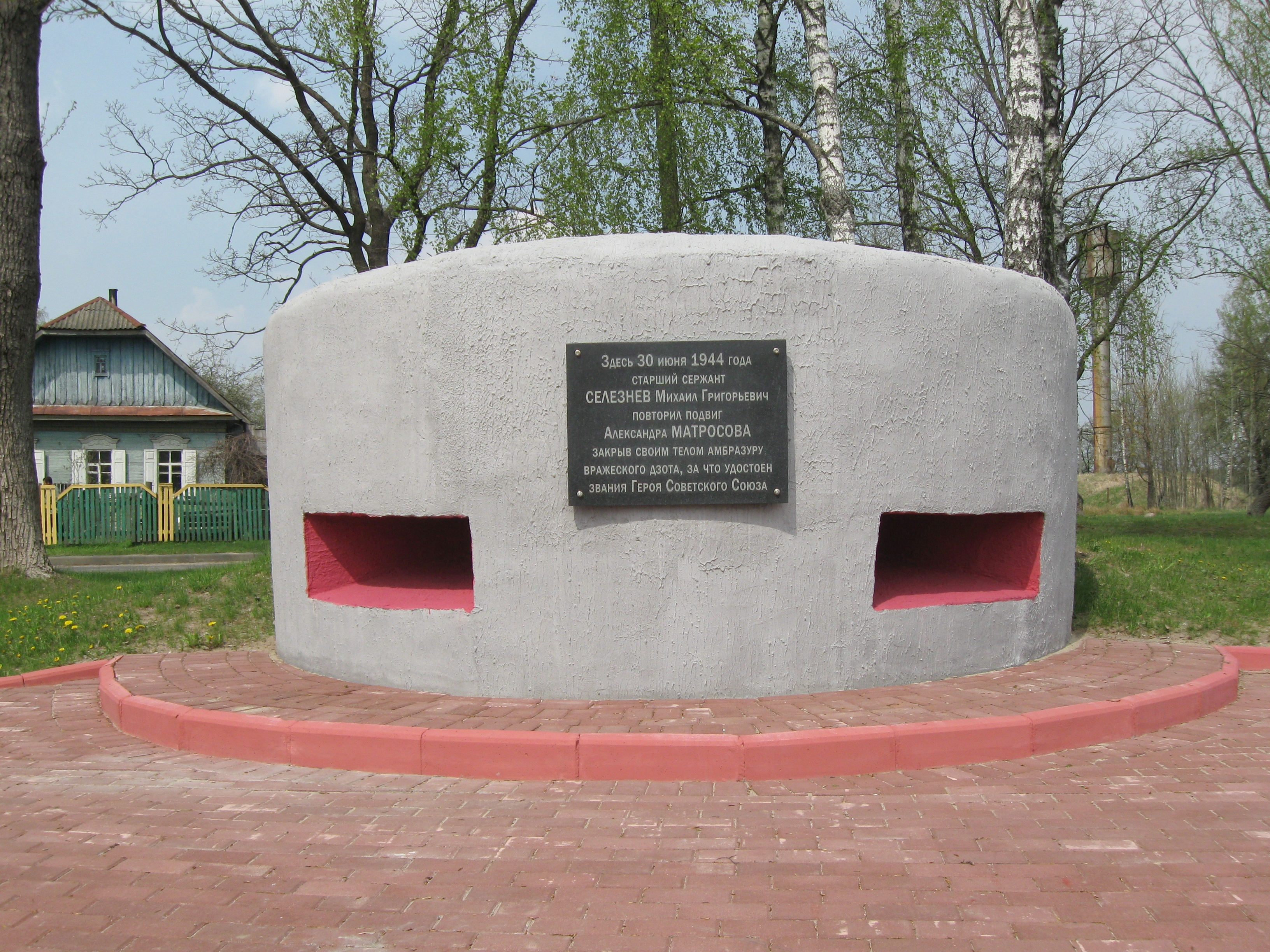
ДЗОТ, возведённый в память М. Г. Селезнёва

## Известные уроженцы
- В. И. Дунин-Марцинкевич — белорусский писатель и драматург, классик белорусской литературы
- У. А. Солонович — белорусский журналист, лауреат Государственной премии Республики Беларусь